# جنیفر لوپز: هرچه دارم
جنیفر لوپز: هرچه دارم (انگلیسی: Jennifer Lopez: All I Have) نخستین کنسرت اقامتی توسط خواننده آمریکایی جنیفر لوپز بود. مجموعه کنسرت‌ها در هتل و کازینوی پلانت هالیوود برگزار می‌شد. این نمایش در ۲۰ ژانویه ۲۰۱۶ آغاز شد و در ۲۹ سپتامبر ۲۰۱۸ به پایان رسید.